# La Fille aux bas noirs
Pour plus de détails, voir Fiche technique et Distribution.

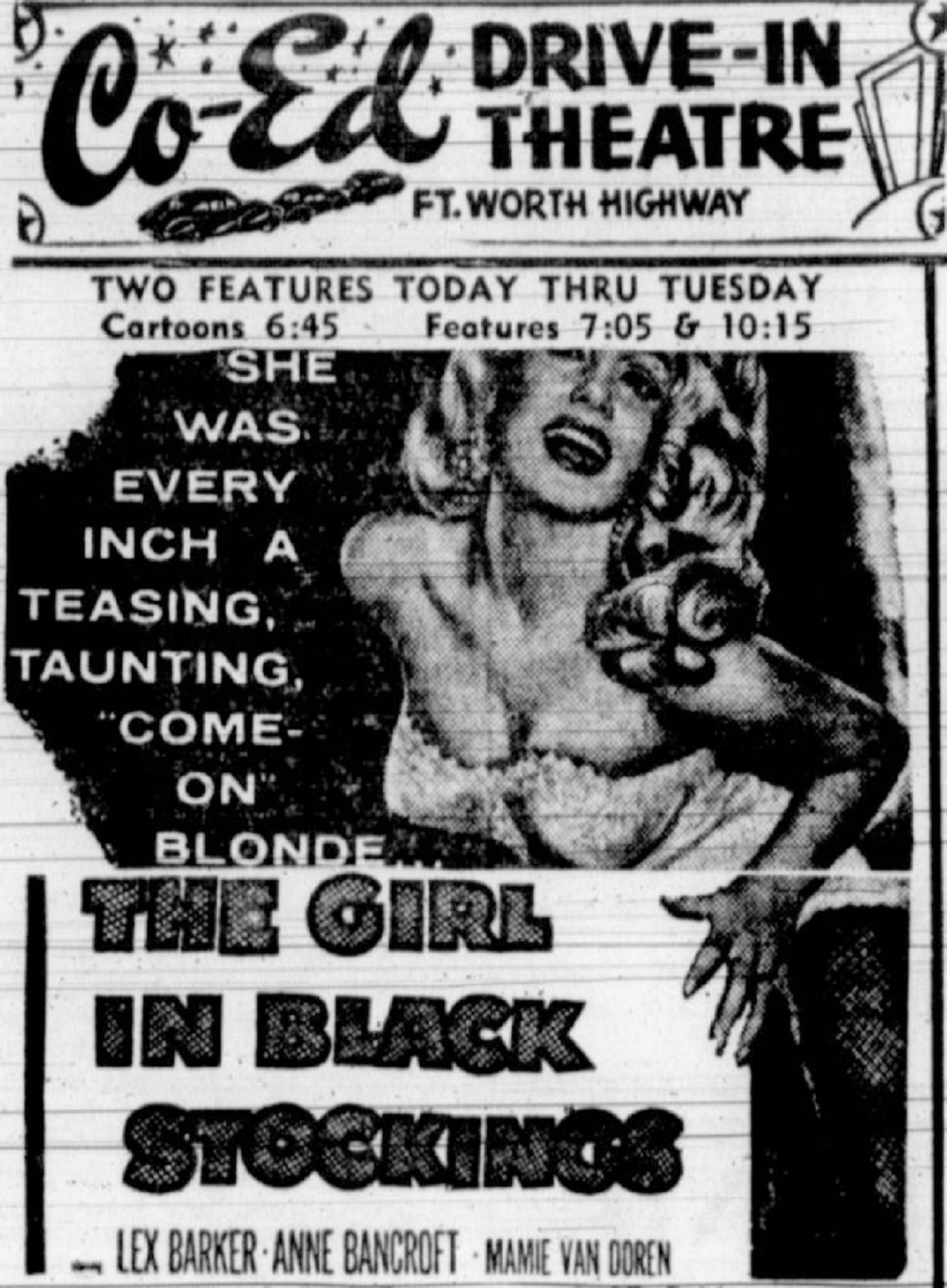
Affiche pour le film dans un drive-in.

La Fille aux bas noirs (The Girl in Black Stockings) est un film américain réalisé par Howard W. Koch, sorti en 1957, avec Lex Barker, Anne Bancroft et Mamie Van Doren dans les rôles principaux. Il s'agit d'une adaptation de la nouvelle Wanton Murder de l'écrivain américain Peter Godfrey.

## Synopsis
Avocat à Los Angeles, David Hewson (Lex Barker) part dans un lodge à Kanab dans l'Utah passer de paisibles vacances. Il rencontre le propriétaire des lieux, Edmund Parry (Ron Randell), sa soeur, Julia Parry (Marie Windsor), Beth Dixon (Anne Bancroft), la standardiste et d'autres invités, comme l'acteur Norman Grant (John Holland) et sa compagne Harriet Ames (Mamie Van Doren). Un meurtre dans le lodge trouble la quiétude des lieux. Le shérif Holmes (John Dehner) commence son enquête, mais un second meurtre a lieu et la famille Parry est soupçonnée.

## Fiche technique
- Titre français : La Fille aux bas noirs
- Titre original : The Girl in Black Stockings
- Réalisation : Howard W. Koch
- Scénario : Richard H. Landau d'après la nouvelle Wanton Murder de Peter Godfrey
- Photographie : William Margulies
- Montage : John F. Schreyer
- Musique : Les Baxter
- Direction artistique : Jack T. Collis
- Décors : Clarence Steensen
- Maquillage : Ted Coodley
- Producteur : Aubrey Schenck
- Société de production : Bel-Air Productions
- Pays d'origine :  États-Unis
- Langue originale : anglais
- Genre : Film policier, film noir
- Durée : 73 minutes
- Date de sortie :
  - États-Unis : 24 septembre 1957

## Distribution
- Lex Barker : David Hewson
- Anne Bancroft : Beth
- Mamie Van Doren : Harriet Ames
- John Dehner : shérif Holmes
- Ron Randell : Edmund Parry
- Marie Windsor : Julia Parry
- John Holland : Norman Grant
- Diana Vandervlis (en) : Louise Miles
- Richard Cutting : docteur Aiken
- Larry Chance : Joe
- Gene O'Donnell : Felton
- Norman Leavitt (it) : Amos
- Gerald Frank : Frankie
- Stuart Whitman : Prentiss
- David Dwight : juge Walters
- Karl MacDonald : le député
- Dan Blocker : un barman

## À noter
- Il s'agit d'une adaptation de la nouvelle Wanton Murder de l'écrivain américain Peter Godfrey.
- L'histoire de ce film se déroule dans la ville de Kanab dans la région de l'Utah.

## Sources
- (en) Paul Duncan, Film Noir : Films of Trust and Betrayal, Pocket Essentials, coll. « Cinéma », 2006, 159 p. (ISBN 978-1-904048-67-1).
- (en) James V D'Arc, When Hollywood Came to Town : A History of Movie Making in Utah, Layon, Gibbs M. Smith, 2010, 256 p. (ISBN 978-1-4236-0587-4), p. 178.
- (en) Otto Penzler, The Black Lizard Big Book of Locked-Room Mysteries, New York, Vintage Crime/Black Lizard, 2014, 941 p. (ISBN 978-0-307-74396-1).